# Davenport Locomotive Works

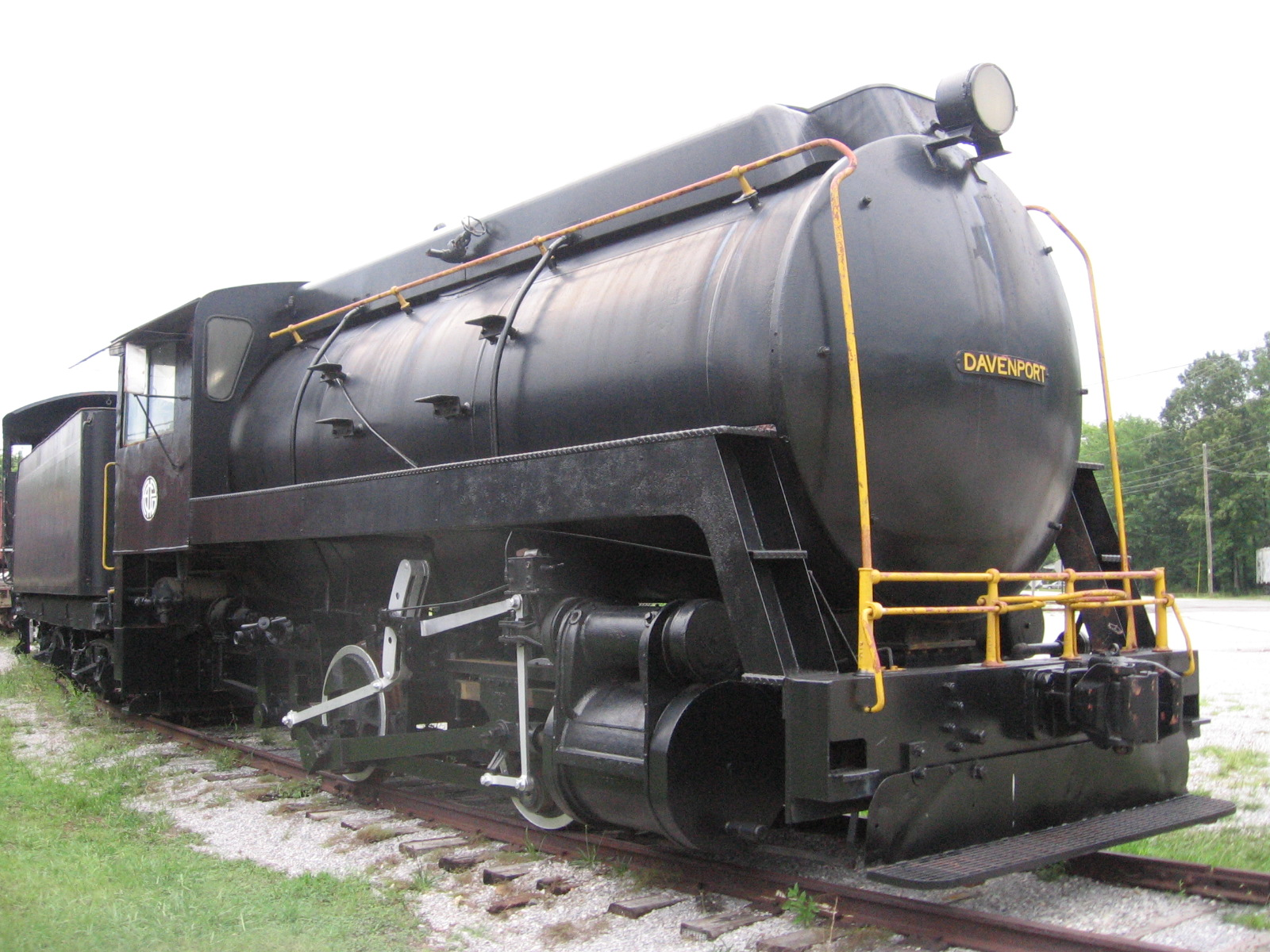
Locomotiva ad accumulatore di vapore dell'Alabama Power Company costruita da Davenport nel 1953.

La Davenport Locomotive Works, di Davenport, Iowa è stata una fabbrica di locomotive dal 1902 al 1956.
Iniziò con la costruzione di piccole locomotive a vapore; la prima locomotiva a combustione interna fu costruita nel 1924 e la prima diesel a trasmissione elettrica  nel 1927 per conto della Northern Illinois Coal Company di Boonville, Indiana.
La sua produzione si concentrò soprattutto su macchine di taglia medio-piccola per ferrovie e società munite di raccordi industriali; ebbe come clienti anche grosse compagnie ferroviarie come la Chicago Rock Island and Pacific Railroad, la Milwaukee Road, la Atchison Topeka and Santa Fe Railway, la Frisco e la Missouri & Pacific.
Davenport costruì locomotive per l'United States Army tra cui la USATC S100 Class.